# Dirphia pulchricornis
Dirphia pulchricornis är en fjärilsart som beskrevs av Walker 1855. Dirphia pulchricornis ingår i släktet Dirphia och familjen påfågelsspinnare. Inga underarter finns listade i Catalogue of Life.